# Campionati mondiali juniores di bob 2018
I Campionati mondiali juniores di bob 2018, trentaduesima edizione della manifestazione organizzata dalla Federazione Internazionale di Bob e Skeleton, si sono disputati il 27 e il 28 gennaio 2018 a Sankt Moritz, in Svizzera, sulla pista Olympia Bobrun St. Moritz–Celerina, il tracciato naturale sul quale si svolsero le competizioni del bob e dello skeleton ai Giochi di Sankt Moritz 1928 e di Sankt Moritz 1948 e le rassegne iridate juniores del 1989, del 1994, del 2002 (per le sole specialità maschili) e del 2010 (anche nel bob a due femminile). La località elvetica ha quindi ospitato le competizioni mondiali di categoria per la quinta volta nel bob a due uomini e nel bob a quattro e per la seconda nel bob a due donne.
Come di consueto a partire dalla rassegna di Winterberg 2017, anche in questa edizione vennero conferiti i titoli mondiali juniores riservati alle atlete e agli atleti under 23, con modalità gara nella gara e assegnati tramite una classifica separata.

## Risultati

### Bob a due donne
La gara si è disputata il 27 gennaio 2018 nell'arco di due manches e hanno preso parte alla competizione 14 compagini in rappresentanza di 8 differenti nazioni.
| Pos. | Atlete                            | Nazione  | Tempo   | Distacco |
| ---- | --------------------------------- | -------- | ------- | -------- |
|      | Andreea Grecu Florentina Iușco    | Romania  | 2'18"46 |          |
|      | Laura Nolte Lavinia Pittschaft    | Germania | 2'18"77 | +0"31    |
|      | Kim Kalicki Lena Zelichowski      | Germania | 2'18"85 | +0"39    |
| 4    | Katrin Beierl Jennifer Onasanya   | Austria  | 2'18"88 | +0"42    |
| 5    | Polina Nazaruk Victorija Šabalina | Russia   | 2'18"94 | +0"48    |
| ...  | ...                               | ...      | ...     | ...      |

### Bob a due uomini
La gara si è disputata il 27 gennaio 2018 nell'arco di due manches e hanno preso parte alla competizione 27 compagini in rappresentanza di 12 differenti nazioni.
| Pos. | Atleti                             | Nazione   | Tempo   | Distacco |
| ---- | ---------------------------------- | --------- | ------- | -------- |
|      | Richard Oelsner Alexander Schüller | Germania  | 2'13"95 |          |
|      | Christoph Hafer Tobias Schneider   | Germania  | 2'13"97 | +0"02    |
|      | Benjamin Maier Kilian Walch        | Austria   | 2'14"11 | +0"16    |
| 4    | Mihai Tentea Ciprian Daroczi       | Romania   | 2'14"57 | +0"62    |
| 5    | Dominik Dvořák Jan Šindelář        | Rep. Ceca | 2'14"58 | +0"63    |
| ...  | ...                                | ...       | ...     | ...      |

### Bob a quattro uomini
La gara si è disputata il 28 gennaio 2018 nell'arco di due manches e hanno preso parte alla competizione 19 compagini in rappresentanza di 9 differenti nazioni.
| Pos. | Atleti                                                             | Nazione  | Tempo   | Distacco |
| ---- | ------------------------------------------------------------------ | -------- | ------- | -------- |
|      | Pablo Nolte Alexander Mair Matthias Sommer Florian Bauer           | Germania | 2'10"10 |          |
|      | Christoph Hafer Michael Salzer Sebastian Mrowka Tobias Schneider   | Germania | 2'10"18 | +0"08    |
|      | Bennet Buchmüller Paul Krenz Christian Hammers Costa Tonga Laurenz | Germania | 2'10"45 | +0"35    |
| 4    | Jonas Jannusch Christian Ebert Christian Jagusch Bastian Heber     | Germania | 2'10"54 | +0"44    |
| 5    | Richard Oelsner Benedikt Hertel Alexander Schüller Paul Straub     | Germania | 2'10"67 | +0"57    |
| ...  | ...                                                                | ...      | ...     | ...      |

## Risultati under 23

### Bob a due donne U23
Alla categoria riservata alle atlete under 23 erano iscritte 8 compagini in rappresentanza di 4 differenti nazioni.
| Pos. | Atlete                              | Nazione  | Tempo   | Distacco |
| ---- | ----------------------------------- | -------- | ------- | -------- |
|      | Laura Nolte Lavinia Pittschaft      | Germania | 2'18"77 |          |
|      | Polina Nazaruk Victorija Šabalina   | Russia   | 2'18"94 | +0"17    |
|      | Ying Qing He Xinyi                  | Cina     | 2'19"31 | +0"54    |
| 4    | Ljubov' Černych Julija Belomestnych | Russia   | 2'19"34 | +0"57    |
| 5    | Paulina Götschi Muswama Kambundji   | Svizzera | 2'19"80 | +1"03    |
| ...  | ...                                 | ...      | ...     | ...      |

### Bob a due uomini
Alla categoria riservata agli atleti under 23 erano iscritte 13 compagini in rappresentanza di 8 differenti nazioni.
| Pos. | Atleti                             | Nazione  | Tempo   | Distacco |
| ---- | ---------------------------------- | -------- | ------- | -------- |
|      | Richard Oelsner Alexander Schüller | Germania | 2'13"95 |          |
|      | Mihai Tentea Ciprian Daroczi       | Romania  | 2'14"57 | +0"62    |
|      | Jonas Jannusch Benedikt Hertel     | Germania | 2'14"96 | +1"01    |
| 4    | Michael Vogt Sandro Michel         | Svizzera | 2'15"03 | +1"08    |
| 5    | Ralfs Bērziņš Dāvis Spriņģis       | Lettonia | 2'15"08 | +1"13    |
| ...  | ...                                | ...      | ...     | ...      |

### Bob a quattro uomini
Alla categoria riservata agli atleti under 23 erano iscritte 7 compagini in rappresentanza di 6 differenti nazioni.
| Pos. | Atleti                                                                 | Nazione  | Tempo   | Distacco |
| ---- | ---------------------------------------------------------------------- | -------- | ------- | -------- |
|      | Richard Oelsner Benedikt Hertel Alexander Schüller Paul Straub         | Germania | 2'10"67 |          |
|      | Michael Vogt Alain Knuser Silvio Weber Sandro Michel                   | Svizzera | 2'10"91 | +0"24    |
|      | Aleksandr Bredichin Denis Korotkov Vladislav Žarovcev Georgij Kuzmenko | Russia   | 2'11"54 | +0"87    |
| 4    | Ralfs Bērziņš Reinis Nungurs Dāvis Spriņģis Dāvis Kaufmanis            | Lettonia | 2'12"14 | +1"47    |
| 5    | Mihai Tentea Florin Coman Raul Dobre Ciprian Daroczi                   | Romania  | 2'12"54 | +1"87    |
| ...  | ...                                                                    | ...      | ...     | ...      |

## Medagliere
Il numero di medaglie indicate è la somma di tutte quelle ottenute in entrambe le categorie (under 26 e under 23).
| Posizione | Nazione  | Oro | Argento | Bronzo | Totale |
| --------- | -------- | --- | ------- | ------ | ------ |
| 1         | Germania | 5   | 3       | 3      | 11     |
| 2         | Romania  | 1   | 1       | 0      | 2      |
| 3         | Russia   | 0   | 1       | 1      | 2      |
| 4         | Svizzera | 0   | 1       | 0      | 1      |
| 5         | Austria  | 0   | 0       | 1      | 1      |
| 5         | Cina     | 0   | 0       | 1      | 1      |
| Totale    | Totale   | 6   | 6       | 6      | 18     |